# 콘말
콘말(Conmáel)은 에베르 핀의 아들로, 아일랜드 신화와 아일랜드의 전통 전승에 따르면 에린의 아르드리였다. 콘말은 라이리우 전투에서 이리얼 파이스의 아들 에스리엘을 죽이고 왕좌에 올랐다. 콘말은 에린에서 태어난 최초의 밀레시안 아르드리였으며, 먼스터에 기반을 둔 최초의 아르드리기도 하다. 그는 에레원의 자손들과 25회에 걸쳐 전투를 벌였으며, 에린을 30년 동안 다스리다가 오나흐 마하 전투에서 에스리엘의 아들 취허른마스에게 죽임을 당했다.
《에린 침략의 서》에 따르면, 콘말 치세 당시 이스라엘의 판관 삼손과 아시리아의 왕 플레티우스가 사망했다. 제프리 키팅은 콘말 치세를 기원전 1239년 ~ 기원전 1209년으로 추산하고 있으며, 《에린 왕국 연대기》에서는 기원전 1651년 ~ 기원전 1621년으로 추산하고 있다.
| 전임 에흐리엘 | 에린의 지고왕 AFM 기원전 1651년 ~ 기원전 1621년 FFE 기원전 1239년 ~ 기원전 1209년 | 후임 티게른마스 |